# Hedylopsis brambelli
Hedylopsis brambelli är en snäckart. Hedylopsis brambelli ingår i släktet Hedylopsis och familjen Microhedylidae. Inga underarter finns listade i Catalogue of Life.